# Becket (film, 1910)
Pour les articles homonymes, voir Becket.
Pour plus de détails, voir Fiche technique et Distribution.
Becket est un film américain réalisé par Charles Kent, sorti en 1910.
Ce film muet en noir et blanc met en scène Thomas Becket, de sa nomination comme archevêque de Cantorbéry à son assassinat. Le film a été tourné à New York dans les studios de Flatbush (Brooklyn).

## Synopsis
Au XIIe siècle, dans le royaume d'Angleterre, l'archevêque Thomas Becket entre en conflit avec le roi Henri II. Quelques années plus tard, il est assassiné dans sa cathédrale par des chevaliers proches du roi.

## Fiche technique
- Titre original : Becket
- Réalisation : Charles Kent
- Scénario : Charles Kent, d'après un poème d'Alfred Tennyson, Becket (1884)
- Société de production : Vitagraph Company of America
- Société de distribution : General Film Company
- Pays d'origine :  États-Unis
- Langue : anglais
- Format : Noir et blanc – 1,33:1 – 35 mm – Muet
- Genre : drame historique
- Longueur de pellicule : 304 m (1 bobine)
- Année : 1910
- Dates de sortie :
  -  États-Unis : 9 juillet 1910
- Autres titres connus :
  -  États-Unis : The Martyrdom of Thomas A. Becket, Archbishop of Canterbury

## Distribution
- Charles Kent : Thomas Becket
- William Shea : Henri II
- Hal Reid : le cardinal Wolsey
- Maurice Costello